# Sagina glabra
Sagina glabra är en nejlikväxtart som först beskrevs av Carl Ludwig von Willdenow och som fick sitt nu gällande namn av Edward Fenzl.
Sagina glabra ingår i släktet smalnarvar och familjen nejlikväxter. Inga underarter finns listade i Catalogue of Life.

## Bildgalleri

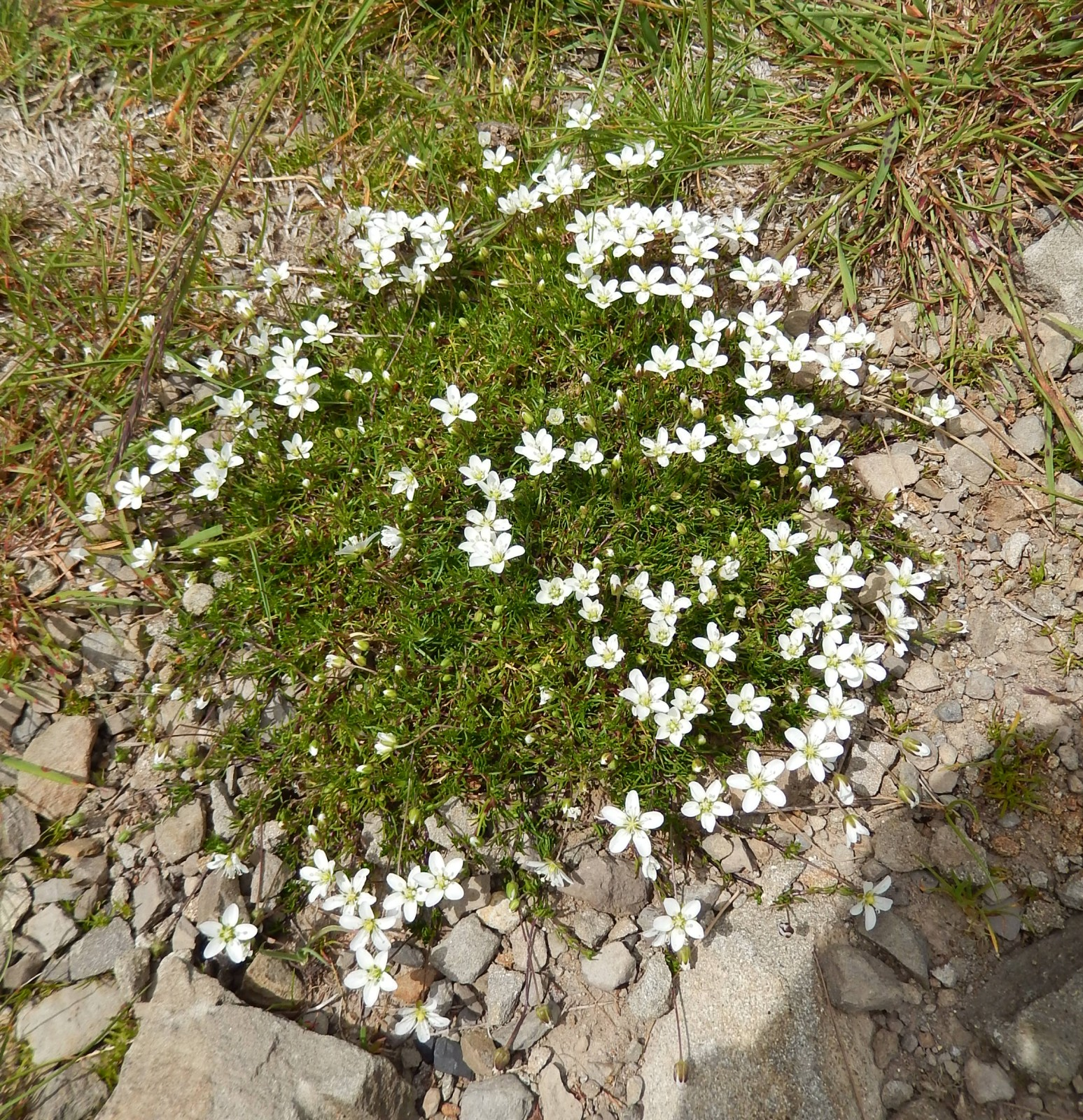
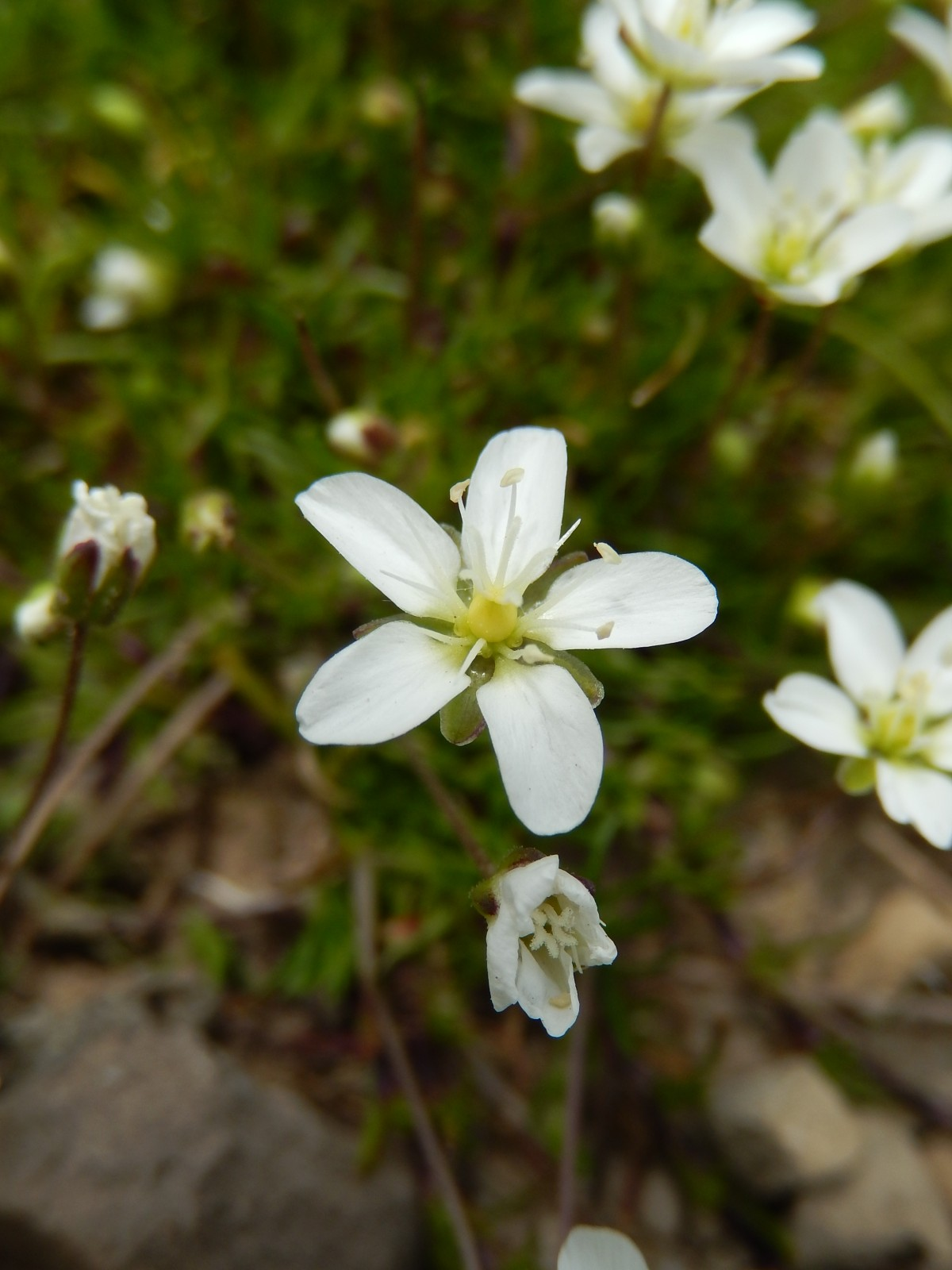
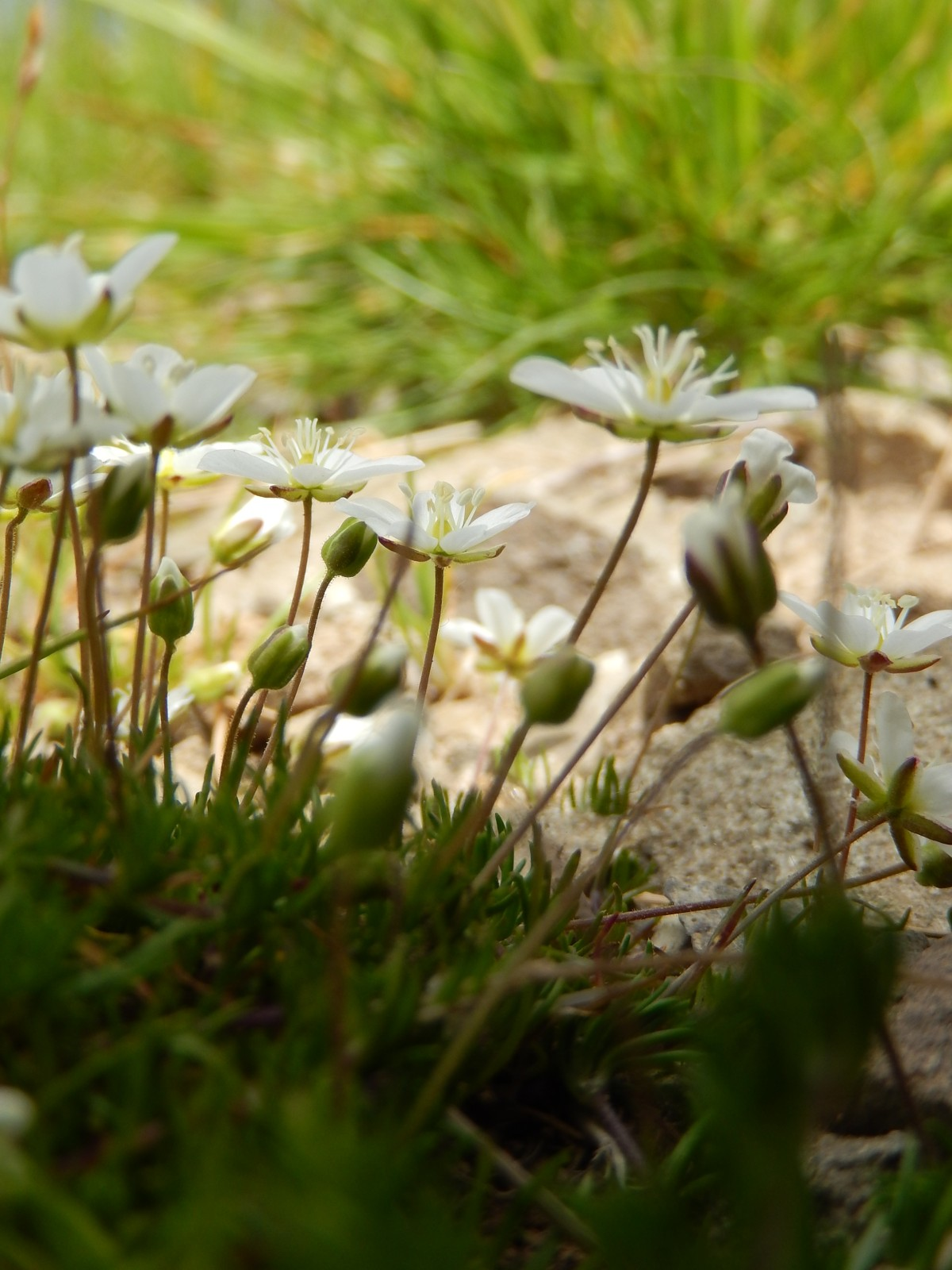
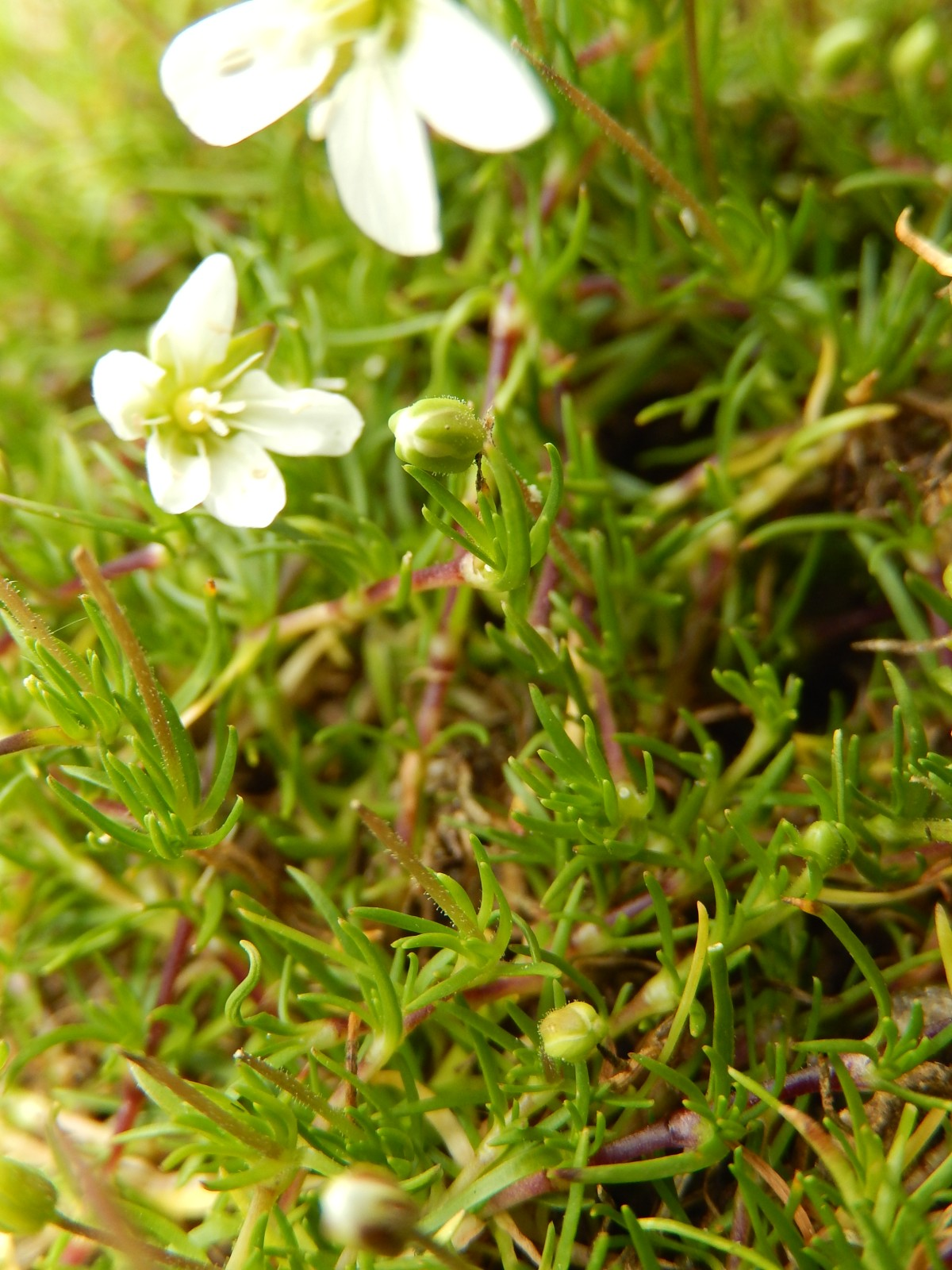
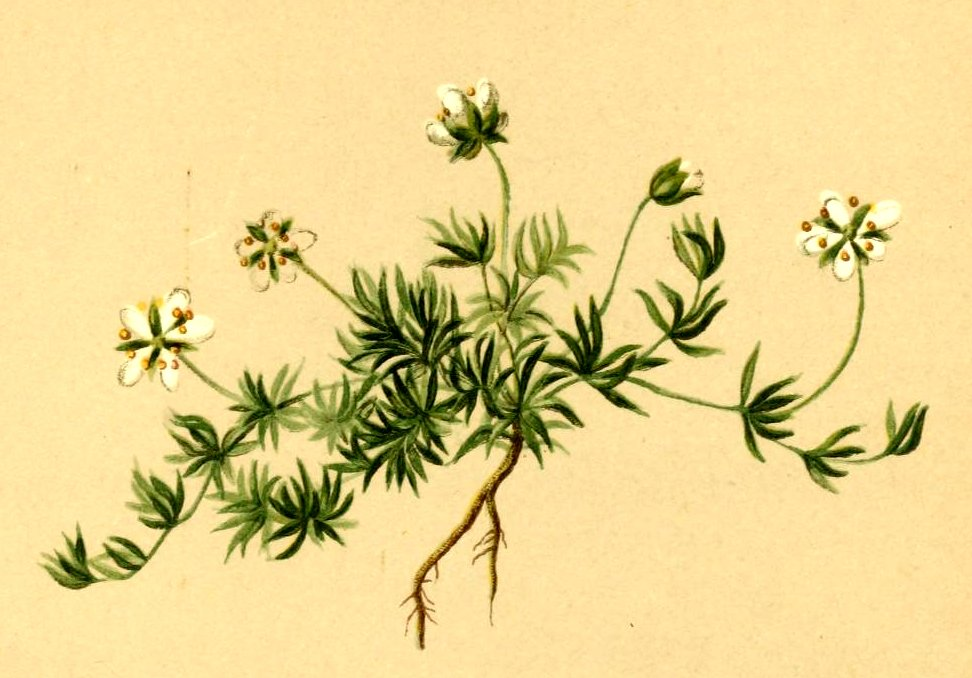